# Morti nel 981
| Questa pagina contiene informazioni ricavate automaticamente dalle voci biografiche con l'ausilio del template Bio e di un bot. L'aggiornamento è periodico e automatico e ricostruisce completamente la pagina. Se manca una persona in questa lista, sei pregato di non aggiungerla, ma accertati piuttosto che la sua voce biografica contenga il template Bio e che i dati anagrafici siano correttamente compilati. Se il template Bio manca, inseriscilo tu stesso o, in alternativa, metti l'avviso {{tmp\|Bio}} che ne segnala la mancanza. Se i dati riportati sono sbagliati, correggi direttamente la voce biografica; le modifiche saranno visibili in questa lista entro pochi giorni. Per chiarimenti vedi il progetto biografie. La lista contiene solo le 8 persone che sono citate nell'enciclopedia e per le quali è stato implementato correttamente il template Bio. Pagina aggiornata al 13 gen 2025. |

- 8 luglio - Ramiro Garcés di Viguera, principe
- 10 luglio - Ghalib ibn Abd al-Rahman, militare
- Adalberto di Magdeburgo, arcivescovo, monaco cristiano e santo tedesco
- Amlaíb Cuarán, re norrena
- Burcardo d'Austria, nobile tedesco (n. 926)
- Hoel I di Bretagna, conte
- Pandolfo Testadiferro, principe (n. 935)
- Wigger I di Zeitz, nobile tedesco